# Chiba Monorail

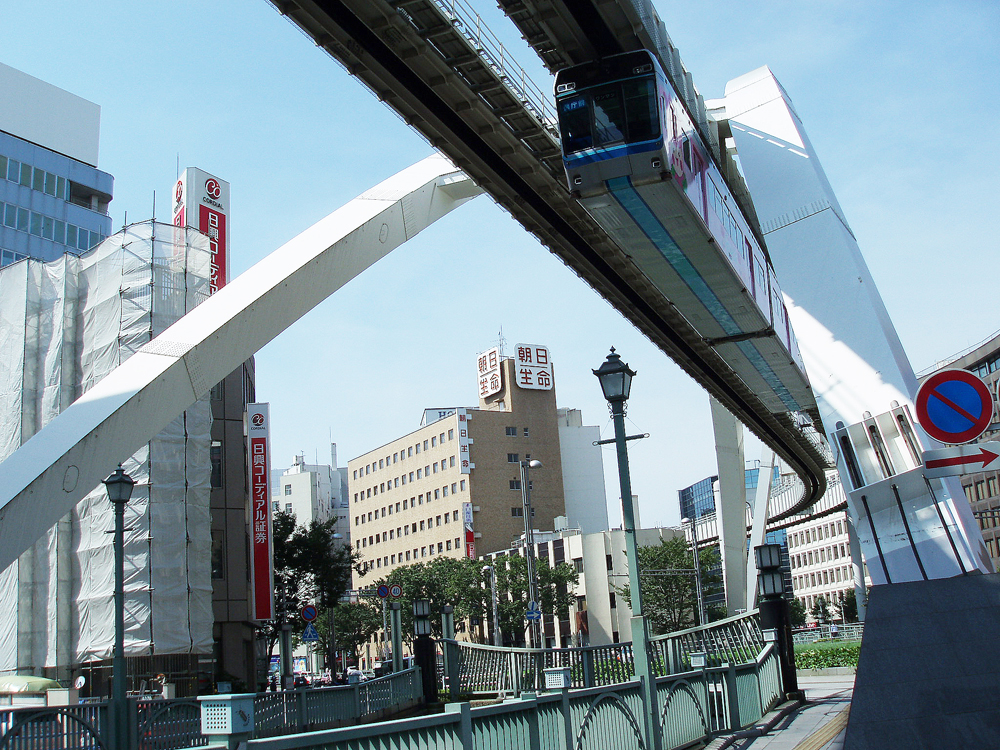
Chiba Monorail

Chiba Monorail (japanska: 千葉都市モノレール, Chiba Toshi Monorēru?) är ett tvålinjigt monorailsystem i Chiba, Japan. Längden är 15,2 km, och det är den längsta hängande monorailbanan i världen. Den öppnade 1988 och har idag två linjer och arton stationer. Dagligen åker cirka 40 000 med monorailen.